# Groß Wittensee
Groß Wittensee (duń. Store Vittensø) – miejscowość i gmina w Niemczech, w kraju związkowym Szlezwik-Holsztyn, w powiecie Rendsburg-Eckernförde, siedziba urzędu Hüttener Berge.